# 대한민국 형사소송법 제222조
대한민국 형사소송법 제222조는 변사자의 검시에 대한 형사소송법의 조문이다.

## 조문
제222조(변사자의 검시) ① 변사자 또는 변사의 의심있는 사체가 있는 때에는 그 소재지를 관할하는 지방검찰청 검사가 검시하여야 한다.
②전항의 검시로 범죄의 혐의를 인정하고 긴급을 요할 때에는 영장없이 검증할 수 있다. <신설 1961.9.1>
③검사는 사법경찰관에게 전2항의 처분을 명할 수 있다. <신설 1961.9.1>

## 참고 문헌
- 손동권 신이철, 새로운 형사소송법(초판, 2013), 세창, 2013. ISBN 9788984114081